# Vícesystémová lokomotiva

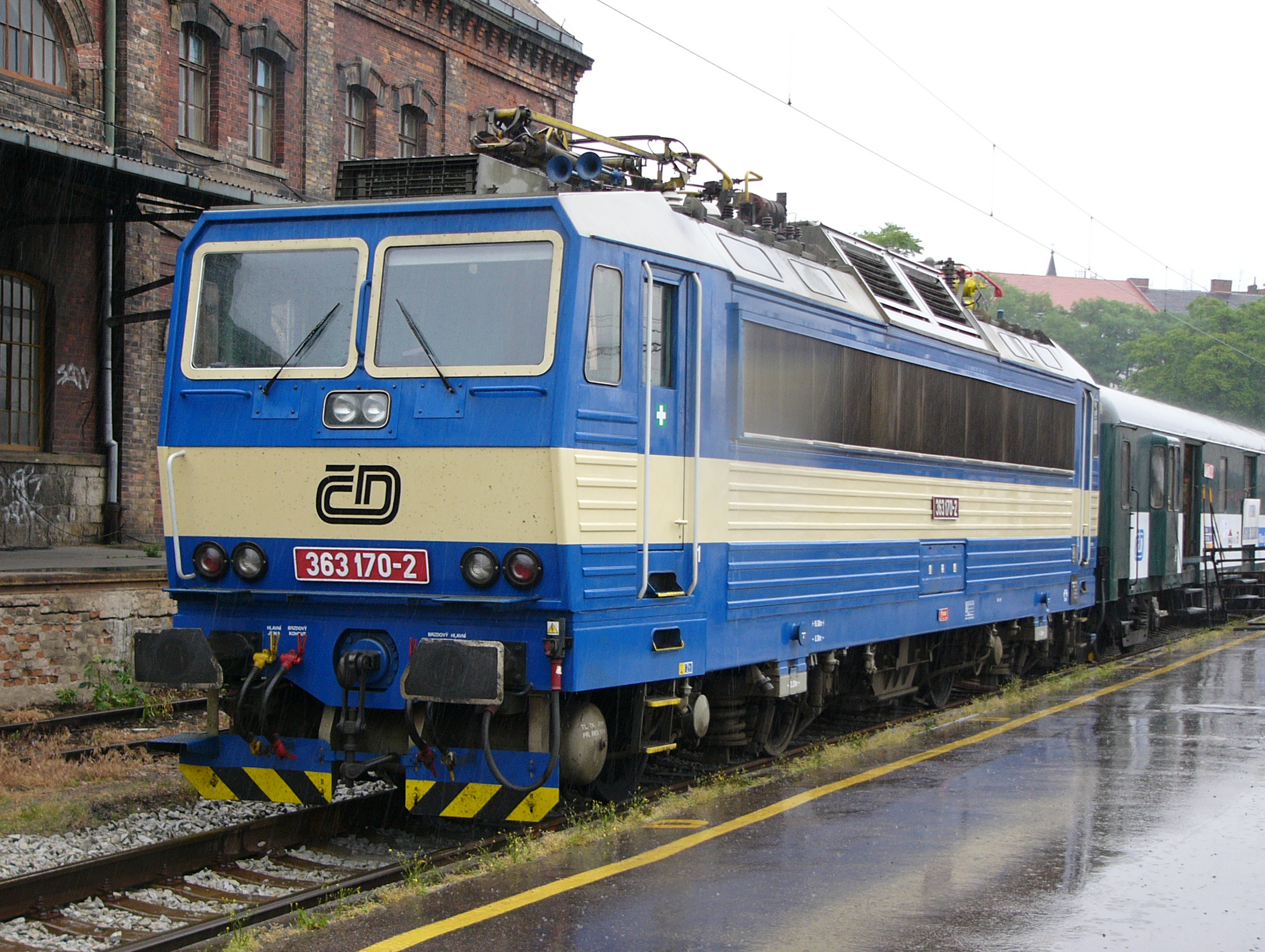
Nejrozšířenější česká dvousystémová (3 kV ss a 25 kV/50 Hz) lokomotiva řady 363

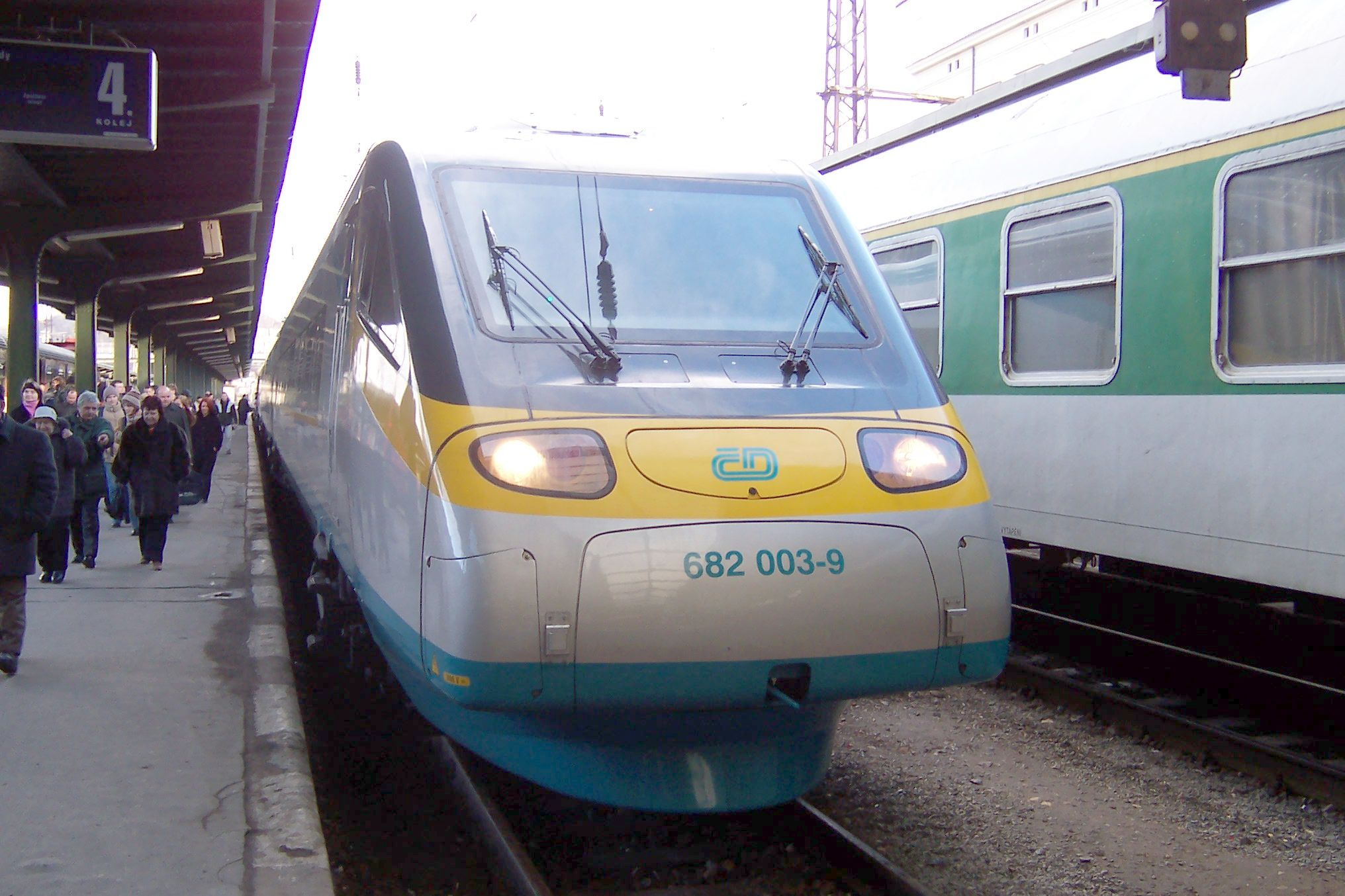
Třísystémová elektrická jednotka pendolino ř. 680

Vícesystémová lokomotiva je elektrická lokomotiva, která je schopná provozu na tratích s různými napájecími soustavami a umožňuje provoz vlaků mezi těmito systémy bez nutnosti jejího přepřahání. Bez vícesystémových lokomotiv bylo nutné provádět přepřah na lokomotivu druhého systému ve stykových stanicích nebo použít pro překonání rozhraní napájecích systémů lokomotivu nezávislé trakce.
V českých podmínkách jde nejčastěji o dvousystémové lokomotivy pracující se stejnosměrným napětím 3 kV a střídavým napětím 25 kV 50 Hz (např. lokomotiva 363), případně třísystémové jednotky pendolino ř. 680, které používají také střídavou soustavu 15 kV 16,7 Hz.
Význam lokomotiv schopných provozu na různých trakčních soustavách roste zejména se sjednocováním Evropy a tím i vzrůstem dálkové přepravy. Větší komplikace než napájecí systém ovšem přináší různost zabezpečovacích systémů.
Současné evropské moderní vícesystémové elektrické lokomotivy jsou zpravidla schopny provozu na napájecích soustavách:
- 25 kV 50 Hz
- 15 kV 16,7 Hz
- 3 kV DC
- případně též 1,5 kV DC.

## Vícesystémové lokomotivy a jednotky
| Tovární označení           | Národní označení                                                      | 25 kV 50 Hz | 15 kV 16,7 Hz | 3 kV | 1,5 kV |
| -------------------------- | --------------------------------------------------------------------- | ----------- | ------------- | ---- | ------ |
| Lokomotivy                 |                                                                       |             |               |      |        |
| Škoda 47Em                 | 340 (CZ)                                                              | ✓           | ✓             | -    | -      |
| Škoda 55E                  | 350 (SK)                                                              | ✓           | -             | ✓    | -      |
| Škoda 69E/69Er             | 363/362/361/363.5 (CZ, SK)                                            | ✓           | -             | ✓    | -      |
| Škoda 80E, 76E/80Em, 76Em  | 372/371 (CZ), 180 (D)                                                 | -           | ✓             | ✓    | -      |
| Škoda 109E                 | 380/381 (CZ, SK)                                                      | ✓           | ✓             | ✓    | -      |
| BBC/SGP                    | 1822 (A, PL)                                                          | -           | ✓             | ✓    | -      |
| SGP/ELIN                   | 1114 (A)                                                              | ✓           | ✓             | -    | -      |
| BBC/SGP/ELIN               | 1063 (A)                                                              | ✓           | ✓             | -    | -      |
| BN/ACEC                    | 11 (B)                                                                | -           | -             | ✓    | ✓      |
| BN/ACEC                    | 25.5 (B)                                                              | -           | -             | ✓    | ✓      |
| BN/ACEC                    | 12 (B), 365 (CZ)                                                      | ✓           | -             | ✓    | -      |
| BN/ACEC                    | 15 (B)                                                                | ✓           | -             | ✓    | ✓      |
| BN/ACEC                    | 16 (B)                                                                | ✓           | ✓             | ✓    | ✓      |
| Alsthom                    | 18 (B)                                                                | ✓           | ✓             | ✓    | ✓      |
| Krauss-Maffei EG 3100      | 103 / EG 3100 (DK)                                                    | ✓           | ✓             | -    | -      |
| Krauss-Maffei EG 3100      | 103 / EG 3100 (DK)                                                    | ✓           | ✓             | -    | -      |
| Siemens ES64U2             | 1116 (A), 1047 (H), 182 (D)                                           | ✓           | ✓             | -    | -      |
| Siemens ES64U4             | 1216 (A), 183 (D), 541 (SLO), 18 (B)                                  | ✓           | ✓             | ✓    | ✓      |
| Siemens ES64F4             | 189 (D), 441 (S), 474 (CH, I), 390 (CZ)                               | ✓           | ✓             | ✓    | ✓      |
| Siemens Vectron            | 193 (D), 383 (CZ), 1293 (A), Sr3 (FI)                                 | ✓           | ✓             | ✓    | -      |
| Krupp/AEG                  | 181.2 (D)                                                             | ✓           | ✓             | -    | -      |
|                            | 184 (D)                                                               | ✓           | ✓             | ✓    | ✓      |
| Bombardier F140 AC1        | 185 (D), 482 (CH)                                                     | ✓           | ✓             | -    | -      |
| Bombardier P140 AC1        | 4000 (L)                                                              | ✓           | ✓             | -    | -      |
| Bombardier P160 AC1        | 146.1, 146.5 (D)                                                      | ✓           | ✓             | -    | -      |
| Bombardier F140 AC2        | 185.2 (D), 482.2 (CH), 241 (S), 481 (H), 119 (N)                      | ✓           | ✓             | -    | -      |
| Bombardier P160 AC2        | 146.2 (D)                                                             | ✓           | ✓             | -    | -      |
| Bombardier F140 MS (TRAXX) | 186 (D), 186 (NL), 484, 484.9, 486.5 (CH), 627 (PL), 28 (B), 386 (CZ) | ✓           | ✓             | ✓    | ✓      |
| Alstom                     | 13 (B), 3000 (L)                                                      | ✓           | -             | ✓    | -      |
| Alstom Prima EL2U          | 427000 (FR)                                                           | ✓           | -             | -    | ✓      |
| Alstom Prima EL2P          | 827300 (FR)                                                           | ✓           | -             | -    | ✓      |
| Alstom Prima EL3U          | 437000 SNCF, E37500 Veolia/CBRail (FR)                                | ✓           | ✓             | -    | ✓      |
| NEVZ                       | VL82, VL82M (RUS, UA)                                                 | ✓           | -             | ✓    | -      |
| NEVZ/Bombardier            | EP10 (RUS)                                                            | ✓           | -             | ✓    | -      |
| Jednotky                   |                                                                       |             |               |      |        |
| Škoda 7 Ev                 | 640, 650 (CZ)                                                         | ✓           | -             | ✓    | -      |
|                            | 660 (CZ)                                                              | ✓           | -             | ✓    | -      |
|                            | 671 (SK)                                                              | ✓           | -             | ✓    | -      |
| ALSTOM Ferroviaria CDT 680 | 680 (CZ)                                                              | ✓           | ✓             | ✓    | -      |
| ALSTOM Ferroviaria ETR 600 |                                                                       | ✓           | -             | ✓    | -      |
| ALSTOM Ferroviaria ETR 610 |                                                                       | ✓           | ✓             | ✓    | -      |
| ALSTOM AGV                 |                                                                       | ✓           | ✓             | ✓    | ✓      |